# Ducado de Brunswick-Luneburgo
El ducado de Brunswick-Luneburgo (en alemán: Herzogtum Braunschweig und Lüneburg, lit. 'ducado de Brunswick y Luneburgo') fue un ducado histórico que existió desde finales de la Edad Media en el Sacro Imperio Romano Germánico hasta finales de la Edad Moderna, hasta 1806, año de disolución del Sacro Imperio. El ducado estaba ubicado en el noroeste de Alemania, en lo que ahora es el estado de Baja Sajonia, y su nombre proviene de las dos ciudades mayores en ese territorio: Brunswick (Braunschweig) y Luneburgo (Lüneburg). El ducado surgió en 1235 a partir del antiguo ducado de Sajonia, con las tierras alodiales de la Casa de Welf en Sajonia. Fue otorgado en la Dieta de la Corte de Maguncia como feudo imperial por el emperador Federico II de Hohenstaufen a Otón el Niño, nieto de Enrique el León.
El ducado se dividió varias veces durante la Alta Edad Media entre varias líneas de la casa de Welf, aunque el castillo ducal de Dankwarderode en Brunswick siguió siendo propiedad conjunta de la familia. En 1269 hubo una primera división entre los hijos de Otón el Niño, Alberto y Juan, siendo los principados resultantes Brunswick y Luneburgo, que juntos continuaron formando el ducado de Brunswick-Luneburgo. Siguieron varias escisiones y fusiones —Grubenhagen (1291), Gotinga (1345), Calenberg (1432)...—, pero todos los principados permanecieron gobernados por descendientes de Otón I, y sus soberanos conservaron el título de «duque de Brunswick-Luneburgo» junto con el específico de su principado. Después de la extinción de una línea, las otras ramas de los Welf eran herederas, evitando la pérdida del feudo. Con el tiempo, los principales centros de poder se trasladaron desde Brunswick a Wolfenbüttel y desde Luneburgo a Celle. En 1692, todos los territorios del ducado original se habían consolidado en dos: el Electorado de Brunswick-Luneburgo (comúnmente conocido como Electorado de Hannover) y el Principado de Brunswick-Wolfenbüttel.
En 1714, la rama hannoveriana de la familia accedió al trono de Gran Bretaña, que gobernaron en unión personal con Hannover hasta 1837. Por esta razón, muchas ciudades y provincias de las antiguas colonias británicas llevan los nombres de Brunswick o de Luneburgo. Los habitantes de Hannover nunca gobernaron Brunswick mientras ocupaban el trono británico, ya que la ciudad formaba parte de la vecina Brunswick-Wolfenbüttel.
El feudo imperial de Brunswick-Luneburgo dejó de existir tras la disolución del Sacro Imperio Romano Germánico en 1806. En 1807, todos los dominios del antiguo ducado fueron anexionados por el reino de Westfalia. Después de las guerras napoleónicas, por resolución del Congreso de Viena (1814/15), el Electorado de Brunswick-Luneburgo se convirtió en el Reino de Hannover y el Principado de Brunswick-Wolfenbüttel se convirtió en el Ducado de Brunswick. Hasta el día de hoy, los miembros de la casa de Hannover se autodenominan «duque de Brunswick y Luneburgo».

## Historia del ducado

### Historia del ducado

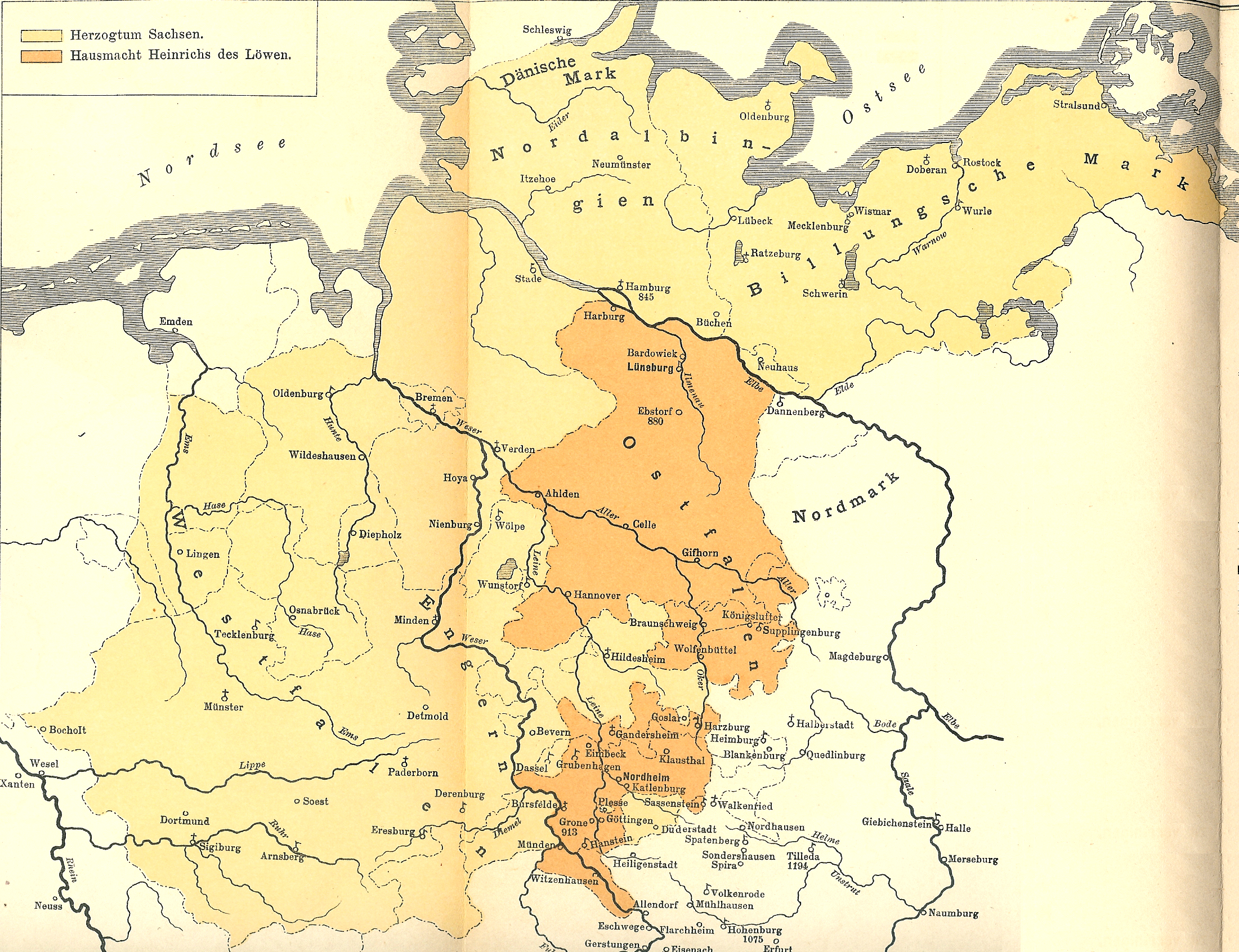
El Ducado raíz de Sajonia antes de que se dividiera en la Dieta Imperial en 1180. Las propiedades de Enrique el León, que formaron la base del Ducado de Brunswick-Luneburgo en 1235, están sombreadas en rojo.

El territorio de lo que será el ducado de Brunswick-Luneburgo fue parte del ducado raíz de Sajonia hasta el siglo XII. En la década de 1170, aumentaron las tensiones entre el duque sajón Enrique el León y el emperador Federico I Barbarroja. Este conflicto culminó en 1180 con la imposición de una prohibición imperial a Enrique el León y se le retiraron todos sus feudos, disolviéndose el ducado en la Corte de Gelnhausen. El ducado sajón pasó a los ascanios, quienes, sin embargo, solo pudieron hacerse con el control de una pequeña parte del antiguo ducado. En lugar de ocupar el ducado, fueron muchos los duques que se establecieron en las décadas siguientes en los dominios directos imperiales. Después de varios años de destierro, Enrique el León pudo regresar a sus propias propiedades heredadas por parte de su madre y permanecer allí hasta el final de su vida.
Las disputas entre los Welf y los Staufen continuaron en los años siguientes. El matrimonio de Enrique V el Viejo, hijo de Enrique el León, con Inés de Hohenstaufen, sobrina del emperador, y la reconciliación entre el Staufen Enrique VI y Enrique el León en marzo de 1194 en el Palatinado de Tilleda solo apaciguaron temporalmente el conflicto. A partir de 1198 continuó el conflicto por la disputa por el trono alemán. Tanto el güelfo Otón IV, segundo hijo varón de Enrique el León, como el Hohenstaufen Felipe de Suabia, quinto hijo de Federico I Barbarroja, compitieron en la elección del Rey de Romanos. En la guerra que estalló seguidamente, Felipe encontró su principal apoyo en el sur de Alemania, que reunió con un éxito considerable. En 1199 recibió nuevas adhesiones a su partido y llevó la guerra al territorio de su oponente, aunque no pudo obtener el apoyo del papa Inocencio III, y sólo fue asistido débilmente por su aliado el rey Felipe II de Francia. El año siguiente fue menos favorable a sus armas, y en marzo de 1201 Inocencio dio el paso decisivo al decretar una prohibición para Felipe y sus aliados, y comenzó a trabajar enérgicamente en favor de Otón. Otón fue derrotado finalmente por Felipe, pero tras su repentina muerte logró hacerse elegir emperador en 1208, siendo coronado en Roma en 1209. Enemistado nuevamente con el papa y con los nobles alemanes por su interés en los asuntos de Italia, fue depuesto en la Dieta de Núremberg de 1211, eligiendo en su lugar a Federico II, el último Hohenstaufen vivo, como emperador. De regreso en Alemania, en una compleja red de alianzas, Federico y su aliado el rey de Francia debieron enfrentarse a una invasión de ese país por parte de Otón y su tío Juan sin Tierra. Después de la decisiva derrota en la batalla de Bouvines en 1214, Otón se retiró a sus propias propiedades en Sajonia.
Otón murió sin herederos tres años más tarde, y las propiedades de los güelfos en Sajonia permanecían sin garantías. En 1219, el hermano de Otón, Enrique V del Palatinado, logró asegurarse inicialmente el alodio de los Welf. A cambio de la entrega de la insignia imperial, que todavía estaba en manos de los güelfos después de la retirada de Otón IV, Federico II confirmó las propiedades de los güelfos. Sin embargo, después de la muerte de Enrique en 1227, el duque de Baviera y Enrique VII, el hijo de Federico II, reclamaron esas propiedades de los güelfos. Cuando Enrique V dejó en 1223 sus propiedades güelfas a su sobrino, el hijo de Guillermo, Otón el Niño, sus propias hijas, Inés e Irmengarda, fueron dejadas de lado. Mientras tanto, Enrique VII había adquirido la parte de Irmengard, mientras que la parte de Inés fue reclamada por su suegro, Luis I de Baviera. Cuando Otón fue hecho prisionero por el conde de Schwerin en el mismo año, Luis I de Baviera y Enrique VII intentaron conquistar Brunswick. Sin embargo, con el apoyo militar de los margraves de Brandeburgo, cuñados ascanios de Otón, la ciudad logró defenderse del ataque.
En ese momento, la posición de los güelfos en la corte imperial seguía sin estar clara. Guillermo se llamaba a a sí mismo duque de Luneburgo en 1200, Enrique ostentaba el título de duque de Sajonia en 1219 y Otón el Niño se hacía llamar duque de Brunswick desde 1226. Las cancillerías papal, danesa e inglesa también usaron el título de duque para Otón, aunque la cancillería imperial evitaba cualquier designación de estado en sus cartas y simplemente lo titulaba Otón de Luneburgo.

### Encomienda del ducado en 1235

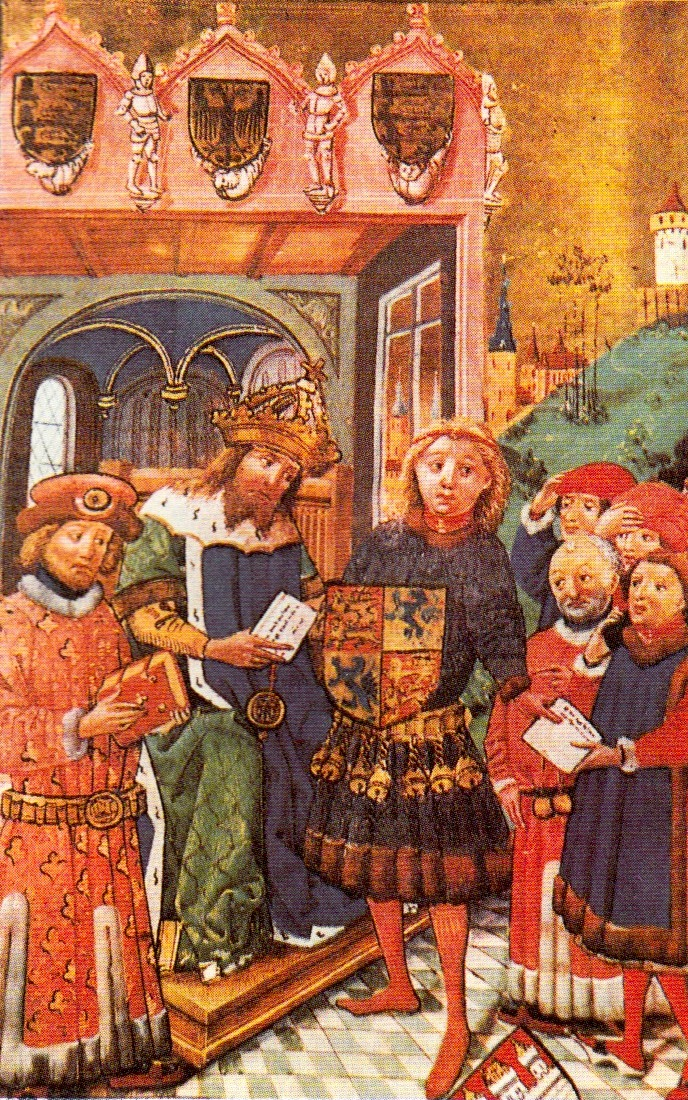
Federico II enfeudó a Otón el Niño con el Ducado de Brunswick-Luneburgo en 1235 en la Dieta de la Corte de Maguncia. Iluminación de libros de Hans Bornemann en el manuscrito Lüneburg Sachsenspiegel de 1448..

La reconciliación final no llegó hasta 1235, cuando Otón el Niño fue enfeudado con el Ducado de Brunswick-Luneburgo. En el día que se celebraba la dieta de Maguncia de 1235, Otón transfirió el castillo de Luneburgo con todos los derechos al emperador Federico II. Éste, combinando el castillo con los derechos sobre la ciudad de Brunswick, que mientras tanto había adquirido a las hijas de Enrique V el Viejo, Inés e Irmengarda, inmediatamente se las devolvió como un feudo hereditario que elevó a ducado principesco imperial. Luego enfeudó a Otón el Niño con el ducado recién creado y amplió la propiedad para incluir el diezmo de Goslar y el Wildbann en el Harz.
De esta manera, Otón recuperaba el estatus de príncipe del Sacro Imperio Romano Germánico que Enrique el León había perdido. Sin embargo, el ducado de Sajonia, que había ocupado Enrique, había pasado desde entonces a los duques de Ascania, por lo que el emperador tuvo que crear un nuevo ducado para Otón. Ese fue el ducado de Brunswick-Luneburgo, llamado así por las dos ciudades centrales alrededor de las cuales se ubicaban las antiguas propiedades de Otón. La principal consecuencia de la infeudación no fue un aumento de la propiedad de los Welf, sino una aclaración del estado de los Welf bajo la ley imperial.
Otón aumentó sustancialmente su territorio con el apoyo del rey de Romanos Guillermo de Holanda, quien se casó con su hija Isabel en enero de 1252.

### El ducado hasta la partición de 1269

Ducado de Brunswick-Luneburgo y los condados de Holstein, Ratzeburg, Schwerin, Dannenberg y Lüchow alrededor de 1250.

Otón siguió una política de adquisición específica, concentrándose, por un lado, en el área del Weser y, por otro, en un «redondeo de los derechos soberanos en Luneburgo con el objetivo de alcanzar el Elba como frontera». Así adquirió el condado de Lauenrode, la corte de Leineberg y recibió la Marca Dorada (con Duderstadt en el extremo sureste y Gieboldehausen y Bilshausen en el extremo septentrional) como feudo de la abadía de Quedlinburg. También siguió una política urbana activa y otorgó derechos municipales a un gran número de municipios. Las ambiciones políticas imperiales, sin embargo, no se reflejaron en la política de Otón el Niño. 
Después de su muerte en 1252 fue sucedido por su hijo Alberto el Alto (1236-1279). La cultura cortesana en el ducado floreció bajo Alberto, diseñó su corte de acuerdo con los ideales caballerescos y usó torneos de justas y festivales de la corte para fortalecer su poder ducal. Su reinado estuvo marcado por numerosas guerras y feudos, la mayoría de las cuales no tuvieron éxito. Su participación en la Guerra de Sucesión de Turingia entre 1260 y 1263 terminó con un año de prisión y el pago de un gran rescate. Alberto logró adquirir varias ciudades durante su reinado y así ampliar su dominio. Junto a Gieselwerder (1257) y Hamelin (1260) adquirió las ciudades de Uslar y Einbeck (1269 ). Promovió el desarrollo económico en el ducado a través de una variedad de medidas, como otorgar promesas de protección y escolta a los comerciantes y concluir acuerdos comerciales con príncipes extranjeros.
Después de alcanzar la mayoría de edad en 1258, el hermano de Alberto, Juan )c.1242-1277), también se incorporó al gobierno y lo dirigió junto con él en los años siguientes. Dado que Alberto pasó largos períodos fuera del país, por ejemplo debido a su captura en la Guerra de Sucesión de Turingia, Juan también dirigió el gobierno solo en ocasiones. A partir de 1263 Juan estableció su propia cancillería en Luneburgo. Se discute si la división que tuvo lugar en 1269 se anticipó de facto aquí. Después del matrimonio de Juan en 1265, el ducado se dividió. En 1267 se concluyó un tratado de partición, que se completó en 1269. Alberto recibió la parte sur del país con áreas alrededor de Brunswick y Juan los del norte con posesiones en el área de Luneburgo.

### El ducado tras la partición de 1269

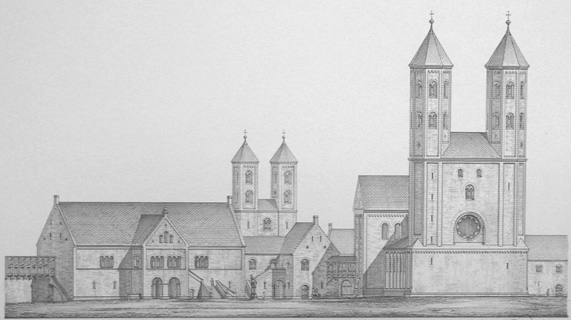
Incluso después de la división en 1269, los derechos sobre el castillo de Brunswick permanecieron en posesión de la casa en su conjunto, ya que el ducado estaba asociado con ellos. Dibujo del castillo medieval Dankwarderode de Ludwig Winter.

La historia posterior del ducado y de los principados parciales en que escindió se caracterizó por las numerosas divisiones y fusiones renovadas de los principados parciales. Sin embargo, no hubo unificación de todas las posesiones de los Welf en la forma que había existido hasta 1269. Ya en el tratado de 1269, una serie de fincas y haciendas permanecieron en posesión de la Casa en su conjunto. Los derechos conjuntos sobre el castillo de Brunswick eran esenciales, ya que el ducado estaba asociado a él. Los derechos de los duques en las ciudades de Höxter y Hamelin y en la isla de Gieselwerder permanecieron en propiedad conjunta. Los bienes que quedaban en la casa en su conjunto también se trataron por separado en los acuerdos de división posteriores. Otra parte del contrato de 1269 fue el uso acordado de la parte de Brunswick en el nombre de ambas líneas, a través del cual se mantendría la conexión con el ducado de Brunswick-Luneburgo. Con la excepción de la línea de los Grubenhagener, todas las líneas de los güelfos ostentaron el título de duque de Brunswick-Luneburgo desde 1269 hasta el final del Sacro Imperio Romano Germánico en 1806. Incluso después del final del ducado, los güelfos continuaron usando el título: hasta el día de hoy se hacen llamar «duques de Brunswick y Luneburgo».
En los siglos XIII y XIV, los duques güelfos fueron investidos por separado con los principados individuales. En 1414 hubo un acuerdo contractual entre las líneas de Welf en Braunschweig-Wolfenbüttel y en Luneburgo, según el cual el rey Segismundo hizo un feudo total por primera vez en 1420. En ese momento, los principados de Gotinga y de Grubenhagen no estaban incluidos en el préstamo global, que se había separado del Principado de Brunswick en 1291. Unos años más tarde, el principado de Gotinga volvió a los güelfos de Brunswick y también se incluyó en el feudo general. En 1566, Grubenhagen solicitó su inclusión en la red general de feudos, lo que también se llevó a cabo. Desde entonces, los principados güelfos se han vuelto a confiar a la casa en su conjunto.
Los acuerdos de herencia hechos entre las distintas líneas fueron esenciales para la historia posterior del ducado. Ello significaba que cuando una línea se extinguía, los principados eran heredados por las otras líneas de Welf y no eran reasignados por el emperador como feudos imperiales embargados. Los acuerdos de herencia fueron parte de todos los contratos de división desde 1345 en adelante, así como el tema de acuerdos de fraternidad de herencia separados.

## Historia de los principados subordinados

### Principado de Brunswick-Wolfenbüttel
En 1269 se formó el Principado de Brunswick tras la primera división del ducado de Brunswick-Luneburgo. En 1432, como resultado de las crecientes tensiones con los habitantes de la ciudad de Brunswick, la casa de Brunswick trasladó su Residence a Wolfenbüttel, al castillo de agua, que se amplió a Schloss, mientras la ciudad se convertía en sede real. Ese nombre de Wolfenbüttel se le dio a este principado (principado de Brunswick-Wolfenbüttel; (en alemán: Fürstentum Braunschweig-Wolfenbüttel). A partir de 1546, Wolfenbüttel se convirtió en la residencia del príncipe sénior de Brunswick-Luneburgo, Enrique, duque de Brunswick-Dannenberg.
Con derechos exclusivos sobre el ducado de Brunswick-Luneburgo, otorgó un subarrendamiento condicional del principado de Luneburgo a los príncipes de Calenburg con las condiciones de pago a los herederos de Wolfenbüttel (Jefe de la Casa), junto con la garantía de que sólo sus descendientes heredarían ese principado sénior de Wolfenbüttel. Hasta 1753/1754 la Residencia no se trasladó de nuevo a Brunswick, al entonces recién construido Palacio de Brunswick. En 1814, el principado se convirtió en el ducado de Brunswick, con sus propios principados subordinados que eran todos aparte del principado de Calenburg del que surgió de facto el Reino de Hannover. Hanover permaneció siendo la rama júnior, y Wolfenbüttel la rama mayor.
El muy temporal Reino de Hannover y el nuevo Ducado inmediatamente disputado se consideraron formados ilegalmente porque la rama júnior (Regencia de Hannover) no permitía hacerlo mientras el príncipe Carlos II esperaba alcanzar la mayoría de edad en 1821. Cuando alcanzó la mayoría de edad allí fue la confrontación inmediata y las protestas abiertas sobre una base anual y constante. La nueva constitución de Brunswick fue declarada ilegal, así como todas las nuevas leyes aprobadas por Hanover durante su Regencia.
Estos actos fueron declarados oficialmente como una invasión y usurpación inglesa en el edicto de Carlos II de Brunswick-Wolfenbüttel de 10 de mayo de 1827. En el décimo año de su reinado fue expulsado del Ducado y desde entonces condenó esos actos de traición de su hermano y Hannover como delitos capitales, y los condenó como tales. Francia, el Reino Unido y los EE. UU. firmaron conjuntamente tratados que habrían derrocado a Hannover y los habrían puesto en manos de Carlos II, de haberlos seguido.
En 1866 Prusia se anexionó los territorios y se negó a reconocer el Reino de Hannover o cualquiera de esos nuevos títulos. El príncipe Carlos II de Brunswick-Wolfenbüttel también protestó por esas anexiones violentas desde su exilio en París, así como en Ginebra, Suiza, y desde el Reino Unido. Sus protestas incluyeron repudios a las nuevas entidades y títulos creados por el Consejo de Viena, la mayoría de los cuales se publicaban en la Gaceta anualmente. Prusia reconoció al duque Carlos II como duque legítimo, aunque en el exilio.
La mayoría de los países también acordaron que él seguía siendo el duque de jure (y 10 años de facto) y reconoció toda su ejecución del cargo como de facto. Estos reconocimientos eran consistentes con lo que se desprende de su testamento firmado y sellado con fecha del 12 de abril de 1873. Todo el mundo honró unánimemente su testamento que establecía que Hannover y su hermano (después de haber sido condenados a muerte) no eran su familia natural. El texto incluía todos los dominios, propiedades, etc. de Brunswick que fueron transferidos a Ginebra. Otto von Bismark honró el tratado enviando activos financieros de los dominios de Brunswick a Ginebra.

### Principado de Calenberg (más tarde Electorado de Brunswick-Luneburgo)
En 1432, las propiedades ganadas por el Principado de Brunswick-Wolfenbüttel entre Deister y el río Leine se separaron como el Principado de Calenberg. Al norte, este nuevo estado limitaba con el condado de Hoya, cerca de Nienburg, y se extendía desde allí en una franja estrecha y sinuosa hacia el sur, río arriba por el Leine a través de Wunstorf y Hannover, donde llegaba al principado de Wolfenbüttel. En 1495 se amplió alrededor de Gotinga. En 1584 volvió a la Línea Wolfenbüttel.
En 1634, como resultado de las distribuciones de herencias, pasó a la Casa de Luneburgo, antes de convertirse nuevamente en un principado independiente en 1635, cuando fue entregado a Jorge, hermano menor del príncipe Ernesto II de Luneburgo, quien eligió Hannover como su Residenz. Se añadieron nuevos territorios en 1665 en las cercanías de Grubenhagen y en 1705 alrededor del Principado de Luneburgo. En 1692, el duque Ernesto Augusto de la línea de Calenberg adquirió el derecho a ser príncipe elector como príncipe elector de Brunswick-Luneburgo. Coloquialmente, el Electorado también se conocía como Electorado de Hannover o Kurhannover. En 1814 fue sucedido por el Reino de Hannover.

### Principado de Luneburgo
El Principado de Luneburgo (en alemán: Fürstentum Lüneburg) surgió junto con el Principado de Brunswick en 1269 cuando se dividió la herencia del Ducado. Su compleja historia está marcada por numerosas divisiones. Cuando la línea masculina se terminó en 1369, estalló la guerra de sucesión de Luneburgo con la Casa de Ascania del ducado de Sajonia-Wittenberg, que duró más de 18 años. En 1378, los príncipes transfirieron su residencia desde Luneburgo al castillo de Celle. Un nuevo reparto de la sucesión en 1428 fijó las fronteras del principado para los siglos siguientes.
Después de la muerte de duque Jorge Guillermo de Brunswick-Luneburgo en 1705, el rey Jorge I heredó el estado de Luneburgo, siendo tanto el beneficiario de la renuncia de Jorge Guillermo en 1658 a favor de su hermano menor Ernesto Augusto y el marido de la hija del duque morganático, Sofía Dorotea, más tarde conocida como la "princesa de Ahlden". Fue fusionado con el Principado de Calenberg, que había sido elevado en 1692 a Electorado.

### Principado de Gotinga
El principado de Gotiga (en alemán: Fürstentum Göttingen), el principado más al sur del Ducado de Brunswick-Lüneburg se extendía desde Münden en el sur por el río Weser hasta Holzminden. En el este atravesaba Gotinga a lo largo del río Leine a través de Northeim hasta Einbeck. Surgió en 1345 como resultado de una división del Principado de Brunswick y se unió en 1495 con Calenberg, con el que estuvo ligado hasta el fin del Ducado.

### Principado de Grubenhagen
De 1291 a 1596 Grubenhagen fue un principado independiente, siendo su primer gobernante Enrique el Admirable, hijo de Alberto de Brunswick-Wolfenbüttel. El estado se extendía desde la parte norte de las colinas de Solling y el río Leine cerca de Einbeck y al norte de Eichsfeld en el suroeste del macizo del Harz, e incluía las ciudades de Osterode am Harz, Herzberg am Harz, Duderstadt, Einbeck y el exclave oriental de Elbingerode. Después de dividirse a lo largo de los años en principados cada vez más pequeños, Grubenhagen finalmente regresó en 1596 a Brunswick-Wolfenbüttel.

### Otras ramas
Otras ramas que no tuvieron plena soberanía aparecieron en Dannenberg, Harburg, Gifhorn, Bevern, Osterode, Herzberg, Salzderhelden y Einbeck.
Si bien existieron aproximadamente una docena de subdivisiones, algunas fueron solo dinásticas y no fueron reconocidas como estados del Imperio, que en un momento tenía más de 1500 entidades legalmente reconocidas. En la Lista de participantes del Reichstag (1792), las siguientes cuatro subdivisiones de Brunswick-Luneburgo tuvieron representación reconocida:
- el principado de Luneburgo.
- el principado de Calenberg-Gotinga, fusionado bajo Eric I de Brunswick-Wolfenbüttel en 1495.
- el principado de Grubenhagen.
- el principado de Brunswick-Wolfenbüttel.

En 1705 solo sobrevivían dos duques de Brunswick-Luneburgo, uno gobernando Calenberg, Luneburgoy otras posesiones, y el otro gobernando Wolfenbüttel.

### De Luneburgo a Hannover
Una de las líneas dinásticas fue la de los príncipes de Luneburgo, quienes en 1635 adquirieron Calenberg para Jorge, un miembro joven de la familia que fijó su residencia en la ciudad de Hannover. Su hijo Cristián Luis y sus hermanos heredaron Celle en 1648 y, a partir de entonces, la compartieron, y Calenberg, entre ellos; una rama estrechamente relacionada de la familia gobernó por separado en Wolfenbüttel.
Como desarrollo de los últimos días, lo que se convirtió en el Electorado de Hanover se llamó inicialmente Elector of Brunswick-Lunenberg cuando el Emperador del Sacro Imperio Romano Germánico nombró Elector a Ernesto Augusto, duque de Brunswick-Luneburgo en 1696 (dos años antes de su muerte) en un algo controvertido movimiento para aumentar el número de electores protestantes, ofendiendo así los intereses arraigados de los príncipes electores existentes que ya no serían tan pocos. Como con la mayoría de los asuntos en Europa en ese momento, esto fue parte de los disturbios religiosos de siglos de duración acompañados de una guerra abierta (ver Guerra de los Treinta Años) desencadenada por los celosos defensores de ambos lados de la Reforma protestante y la Contrarreforma católica.
Los territorios de Calenberg y de Luneburgo-Celle fueron convertidos en electorado por el emperador Leopoldo I en 1692 a la espera de la inminente herencia de Celle por parte del duque de Calenberg, aunque la unión dinástica real de los territorios no se produjo hasta 1705 bajo su hijo Jorge I Luis, y el Electorado no fue aprobado oficialmente por la Dieta Imperial hasta 1708.
El estado resultante se conocía con muchos nombres diferentes (Brunswick-Luneburgo, Calenberg, Calenberg-Celle); su gobernante a menudo se conocía como el "Elector de Hannover". Coincidentemente, en 1701 el duque de Brunswick-Luneburgo se encontraba en la línea de sucesión. para la Corona británica, luego confirmada en 1707 por el Acta de Unión (1707), que posteriormente heredó, creando así una unión personal de las dos coronas el 20 de octubre de 1714.
Después de poco más de una década, el asunto del heredero del electorado en disputa se resolvió, y el nuevo duque de Brunswick-Luneburgo (que accedió como duque el 23 de enero de 1698), Jorge I Luis pudo autodenominarse elector de Brunswick y Luneburgo desde 1708. No fue solo una casualidad, sino una política similar impulsada por la religión la que provocó la circunstancia de que también fuera incluido en la línea de sucesión de la Corona británica por el Acta de Establecimiento, que fue escrita para asegurar una sucesión protestante a los tronos de Escocia y de Inglaterra en un momento en que el sentimiento anticatólico era alto en gran parte del norte de Europa y gran parte de Gran Bretaña.
Al final, Jorge I sucedió a su prima segunda Ana, reina de Gran Bretaña, el último miembro reinante de la Casa de Estuardo, y posteriormente formó una unión personal a partir del 1 de agosto de 1714 entre la Corona británica y el ducado de Brunswick-Luneburgo (electorado de Hanover) que duraría hasta mucho después del final de las guerras napoleónicas más de un siglo después, incluso hasta la disolución del Sacro Imperio Romano Germánico y el surgimiento de un nuevo reino sucesor. De esa manera, el «Electorado de Hannover» (el ducado central) se amplió con la adición de otras tierras y se convirtió en el reino de Hanover en 1814 en las conferencias de paz (Congreso de Viena) que establecieron la forma futura de Europa después de las guerras napoleónicas.

### Historia de la relación con la Corona británica
El primer rey hanoveriano de Gran Bretaña, Jorge I de Gran Bretaña, fue el duque reinante de Brunswick-Lüneburg, y finalmente fue nombrado príncipe elector oficial y reconocido del Sacro Imperio Romano Germánico en 1708. Sus posesiones se ampliaron en 1706 cuando las tierras hereditarias de la rama Calenberg de los duques de Brunswick-Lüneburg se fusionaron con las tierras de la rama Luneburgo-Celle para formar el estado de Hannover. Posteriormente, se hizo referencia a Jorge I como elector de Hannover.
En 1700 y 1701, cuando el parlamento inglés abordó la cuestión de una sucesión ordenada, con un sesgo religioso particular hacia un gobernante protestante, de la reina Ana sin hijos (Casa de Estuardo), aprobó las disposiciones de la Ley de Establecimiento de 1701 a Sofía de Hannover, nieta de Jaime I. Sofía falleció unas semanas antes que la reina Ana, pero su hijo y heredero, Jorge I, sucedió como rey de Gran Bretaña cuando Ana, su prima segunda, murió en agosto de 1714. Gran Bretaña y Hannover permanecieron unidos en una unión personal hasta el ascenso al trono de la reina Victoria del Reino Unido en 1837.
Jorge I fue seguido por su hijo Jorge II y su bisnieto Jorge III. Este último retuvo el cargo de elector incluso después de que el último emperador aboliera el Sacro Imperio Romano Germánico en 1806. Jorge III impugnó la validez de la disolución del Imperio y mantuvo oficinas y personal consular separados para el Electorado de Hannover hasta las conferencias de paz al final de la guerra. Después de la caída de Napoleón, Jorge III recuperó sus tierras más grandes de Prusia como rey de Hannover, mientras renunciaba a otros territorios dispersos más pequeños.

### Después del Congreso de Viena
Después del final del Sacro Imperio Romano Germánico en 1806, Calenberg-Celle y sus posesiones fueron ampliadas por el Congreso de Viena que puso fin a la guerra napoleónica, renaciendo bajo el nombre de Reino de Hannover (incluido Brunswick-Lüneburg). Durante la primera mitad del siglo XIX, el Reino de Hannover fue gobernado como unión personal por la Corona británica desde su creación bajo Jorge III del Reino Unido, el último elector de Hannover hasta la muerte de Guillermo IV en 1837. En ese momento, la corona de Hanover fue para el hermano menor de Guillermo, Ernesto Augusto, duque de Cumberland y Teviotdale bajo las ley sálica requiriendo que heredase el siguiente heredero varón, mientras que el trono británico fue heredado por la reina Victoria, única hija de Eduardo de Kent, un hermano mayor.
Posteriormente, el reino fue perdido en 1866 por su hijo Jorge V de Hannover durante la guerra austro-prusiana cuando Prusia lo anexionó y se convirtió en la provincia prusiana de Hannover.

## Ducado de Brunswick
La línea de Wolfenbüttel conservó su independencia, excepto de 1807 a 1813, cuando ella y Hannover se fusionaron en el napoleónico reino de Westfalia. El Congreso de Viena de 1815 lo convirtió en un estado independiente bajo el nombre de Ducado de Brunswick. El ducado permaneció independiente y se unió primero a la Confederación Alemana del Norte y en 1871 al Imperio alemán.
Cuando la línea principal de descendencia se extinguió en 1884, Guillermo II, emperador alemán impidió que el heredero legítimo, Ernesto Augusto, príncipe heredero de Hanover, tomara el control, y en su lugar instaló un regente. Décadas más tarde, las familias se reconciliaron con el matrimonio de Ernesto Augusto, duque de Brunswick, hijo del príncipe heredero, con Victoria Luisa de Prusia, única hija del emperador, y el emperador permitió que su yerno asumiera el gobierno (su padre había renunciado a sus propios derechos).

## Cronología de las divisiones territoriales de Brunswick-Luneburgo
| Ducado de Sajonia (del siglo VII a 1180) Señorío de Luneburgo (1126-1235, cuando es elevado a ducado) |                                                                              |                                                         |                                                      |                                                   |
| Ducado de Brunswick-Luneburgo (1235-1269)                                                             |                                                                              |                                                         |                                                      |                                                   |
| Ducado de Brunswick (1269-1291)                                                                       | Ducado de Brunswick (1269-1291)                                              | Ducado de Brunswick (1269-1291)                         | Ducado de Brunswick (1269-1291)                      | Principado de Luneburgo (1269-1369, 1.ª creación) |
| Principado de Grubenhagen (1291-1596)                                                                 | Principado de Gotinga (1291-1463)                                            | Principado de Wolfenbüttel (1291-1292, 1.ª creación)    | Principado de Wolfenbüttel (1291-1292, 1.ª creación) | Principado de Luneburgo (1269-1369, 1.ª creación) |
| Principado de Grubenhagen (1291-1596)                                                                 | Principado de Gotinga (1291-1463)                                            |                                                         |                                                      | Principado de Luneburgo (1269-1369, 1.ª creación) |
| Principado de Grubenhagen (1291-1596)                                                                 | Principado de Gotinga (1291-1463)                                            | Principado de Wolfenbüttel (1344-1400, 2.ª creación)    |                                                      |                                                   |
| Principado de Grubenhagen (1291-1596)                                                                 | Principado de Gotinga (1291-1463)                                            |                                                         |                                                      |                                                   |
| Principado de Grubenhagen (1291-1596)                                                                 | Principado de Gotinga (1291-1463)                                            | Principado de Luneburgo Gobierno de Ascania (1373-1388) |                                                      |                                                   |
| Principado de Grubenhagen (1291-1596)                                                                 | Principado de Gotinga (1291-1463)                                            | Principado de Luneburgo (1388-1705, 2.ª creación)       |                                                      |                                                   |
| Principado de Grubenhagen (1291-1596)                                                                 | Principado de Gotinga (1291-1463)                                            |                                                         |                                                      |                                                   |
| Principado de Grubenhagen (1291-1596)                                                                 | Principado de Gotinga (1291-1463)                                            | Principado de Wolfenbüttel (1409-1485, 3.ª creación)    |                                                      |                                                   |
| Principado de Grubenhagen (1291-1596)                                                                 | Principado de Calenberg (1432-1584, 1.ª creación)                            |                                                         |                                                      |                                                   |
| Principado de Grubenhagen (1291-1596)                                                                 | Calenberg-Gotinga                                                            |                                                         |                                                      |                                                   |
| Principado de Grubenhagen (1291-1596)                                                                 |                                                                              |                                                         |                                                      |                                                   |
| Principado de Grubenhagen (1291-1596)                                                                 |                                                                              |                                                         |                                                      |                                                   |
| Principado de Grubenhagen (1291-1596)                                                                 | Principado de Wolfenbüttel (1494-1807, 4.ª creación)                         |                                                         |                                                      |                                                   |
| Principado de Grubenhagen (1291-1596)                                                                 |                                                                              |                                                         |                                                      |                                                   |
| Principado de Grubenhagen (1291-1596)                                                                 |                                                                              |                                                         |                                                      |                                                   |
| (1617 a Luneburgo) (1665 luego a Calenberg)                                                           |                                                                              |                                                         | (anexionado Grubenhagen 1617)                        |                                                   |
| (1617 a Luneburgo) (1665 luego a Calenberg)                                                           | Principado de Calenberg (1634-1692, 2.ª creación) (Renombrado Hannover 1692) |                                                         |                                                      |                                                   |
| Calenberg-Gotinga-Grubenhagen                                                                         |                                                                              |                                                         |                                                      |                                                   |
| Electorado de Brunswick-Luneburgo (1692-1807)                                                         |                                                                              |                                                         |                                                      |                                                   |
| |                                                                              |                                                         |                                                      |                                                   |
| Anexionado por el Reino de Francia (1806-1813)                                                        |                                                                              |                                                         |                                                      |                                                   |
| Reino de Hannover (1814-1866)                                                                         | Reino de Hannover (1814-1866)                                                | Reino de Hannover (1814-1866)                           | Ducado de Brunswick (1814-1918)                      |                                                   |
| Anexionado por el reino de Prusia                                                                     |                                                                              |                                                         | Ducado de Brunswick (1814-1918)                      |                                                   |